# Seconda patria
Seconda patria (Seconde patrie) è un romanzo avventuroso di Jules Verne, pubblicato nel 1900.

## Storia editoriale
Il romanzo è l'ideale continuazione de Il Robinson svizzero (Der Schweizerische Robinson) di Johann David Wyss del 1812 ed è ambientato su di un'isola non presente sulle rotte marittime: tale isola viene chiamata "Nuova Svizzera" in onore del paese natale dei suoi abitanti e diviene presto la loro "seconda patria"..
L'opera è dapprima pubblicata in Magasin d'éducation et de récréation dal 1 gennaio al 15 dicembre 1900, poi in volume, dopo il 26 novembre dello stesso anno, presso Hetzel.

## Trama

### Antefatto
I protagonisti sono Jean Zermatt, capofamiglia; Fritz, François, Ernest, Jack, i figli, e ovviamente Betsie Zermatt, la madre. Tra i protagonisti vi è inoltre Jenny Montrose, la figlia del colonnello in viaggio per le Indie. Presto Jenny mostrerà un senso di profonda amicizia - per non dire amore - nei confronti di Fritz, colui che l'ha salvata e portata nella Nuova Svizzera (ella infatti dopo il naufragio della nave che la doveva riportare in Inghilterra, sua vera patria, dovette vivere su un isolotto di origine vulcanica di modeste dimensioni, la Roccia Fumante).
Ben presto arrivano, dopo i dieci anni di isolamento della famiglia Zermatt, nuove persone, inglesi, per mezzo di un trealberi: la Licorne, che darà il nome alla baia nella quale si venne ad ancorare. Dopo il colpo di cannone sparato dalla batteria dell'Isolotto del Pescecane (abitudine degli Zermatt per segnalare alle navi la loro presenza sull'isola) e dopo il colpo di risposta del bastimento, la Licorne fa scendere i propri passeggeri - il signor Wolston, sua moglie e Annah, la figlia - che vogliono rimanere nella Nuova Svizzera, assieme ai coniugi Zermatt, a Jack ed Ernest; salgono a bordo Fritz, Jenny, François i quali viaggeranno assieme a Doll Wolston, sorella di Annah.

### Peripezie
Dopo vari progetti ed escursioni che si compiono (ad esempio la costruzione della cappella e del canale d'acqua che collega il Fiume degli Sciacalli al Lago dei Cigni per poter irrigare gli orti delle fattorie di Waldegg, Zukertop, Prospect Hill e l'eremo di Eberfurt e le escursioni fatte a est e al centro dell'isola nelle quali si sono scoperti il fiume Montrose e il picco Jean Zermatt) e, dopo la scoperta dei selvaggi da parte di Jack (mentre andava a caccia di un elefantino da poter addomesticare).
La storia passa subito alle peripezie affrontate dai passeggeri della Licorne: dopo varie tempeste, la nave in questione arriva a Capetown per prendere con sé, nel viaggio di ritorno, James Wolston, la moglie Suzan e il piccolo Bob, che vogliono conoscere la Nuova Svizzera. Intanto Jenny e gli altri arrivano in Europa e con quale tristezza viene a sapere della morte del padre! Quindi ella e Fritz sono costretti a sposarsi solo sotto il consenso della zia. Dopo aver sciolto alcuni affari, Fritz e François si reimbarcano assieme a Jenny e Doll e prendono con loro la famiglia Wolston, residente a Città del Capo.
Purtroppo la Licorne rimane in porto per riparare gravi avarie subite durante la navigazione e i passeggeri sono costretti a imbarcarsi sul Flag . Il suo equipaggio si dimostrerà un equipaggio ribelle (soprattutto a causa di Robert Borupt, l'artefice dell'ammutinamento) tanto da ferire il capitano Harry Gould.  Arriverà persino ad abbandonare in mare su di una barcaccia i passeggeri, il capitano e il nostromo John Block.
Dopo una settimana di navigazione arrivano su una terra deserta. La vegetazione è scarsa anche se il paese offre ospitalità - vi è una grotta - e in seguito alla scomparsa di Bob e dell'albatro di Jenny, che è misteriosamente arrivato in questo paese, si scopre una galleria verticale che porta in cima alla falesia, dominante la spiaggia.
Dopo essere giunti in cima proseguono il cammino fino al picco Jean Zermatt chiamato così dalla famiglia Wolston andata in ricognizione e di cui essi ne ignorano il nome. Il territorio si rivelerà alla fine proprio la parte meridionale della Nuova Svizzera. Così alla fine Block e gli altri discendono il picco e arrivano fino alla Gola della Chiusa, la porta della Terra Promessa, nella quale abitano le famiglie Zermatt e Wolston, dopo aver superato il fiume Montrose a loro sconosciuto e la valle di Grunthal.
Ma purtroppo la Terra Promessa è invasa da indigeni che hanno saccheggiato l'abitazione di Falkenhorst e risparmiato per fortuna Falsenheim. È un colpo di cannone proveniente dalla batteria dell'Isolotto del Pescecane a far individuare le famiglie Wolston e Zermatt, le quali stanno combattendo contro i selvaggi. Dopo abbracci e racconti dei perigli affrontati in precedenza le famiglie, Gould e Block dovranno unirsi per sconfiggere gli indigeni; questi ultimi useranno anche l'astuzia di andarsene per poi tornare la notte per un ennesimo assalto.
Ben presto le munizioni finiscono: anche se i bruti sono centinaia, la Provvidenza fa il suo dovere e appare a poche leghe da Prospect Hill la  Licorne , che in un baleno affonderà o farà scappare le piroghe indigene ed in seguito a tale miracolo il capo di Speranza Delusa verrà chiamato capo della Liberazione.

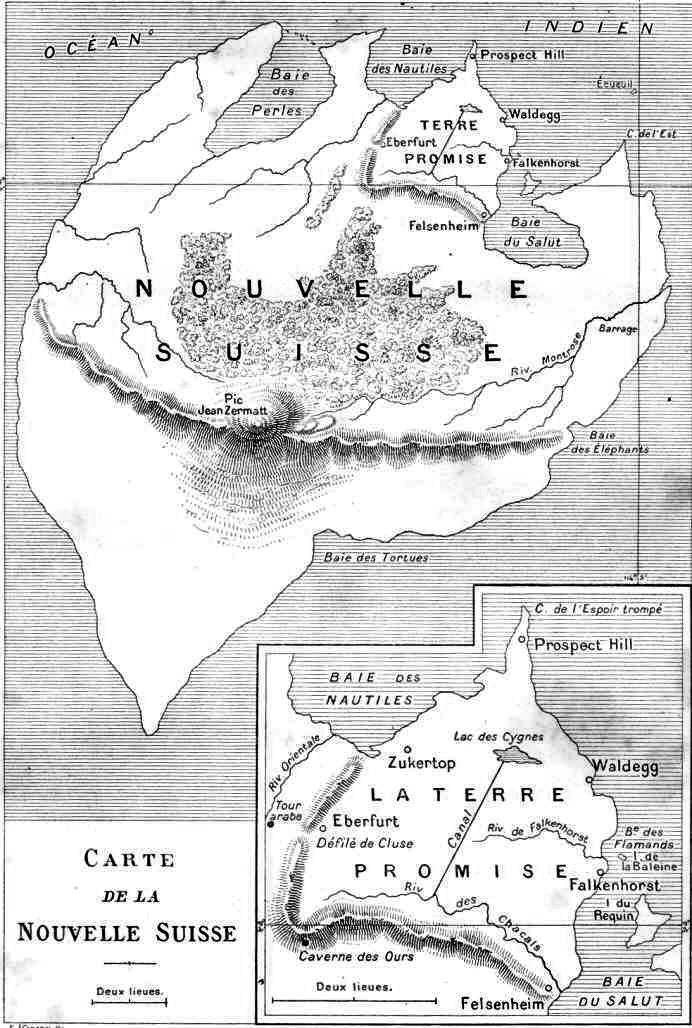
Mappa de "La nuova Svizzera".

### Conclusione
Negli anni seguenti frequenti matrimoni uniranno sempre più la famiglia Zermatt alla famiglia Wolston (ad esempio il matrimonio tra Ernest ed Annah e tra François e Doll). Solo Jack rimane scapolo ed è costretto a fare da zio e accudire i nipotini.
Intanto, dopo la concessione fattagli precedentemente dai Zermatt, l'Inghilterra prenderà possesso tramite Littlestone, il comandante della  Licorne , dell'isola. Ivi si stabiliscono relazioni con Europa e Asia, la popolazione aumenta e per fortuna le pepite trovate da Ernest in una sua ricognizione del paese erano pochissime e il viavai di cercatori di oro non vi è possibile. Inoltre, come si dice nell'ultima frase del libro "l'Inghilterra conservò il nome della Nuova Svizzera in onore della famiglia Zermatt".

## Personaggi
- Signor Robinson: capo-famiglia.
- Signora Robinson: sua moglie.
- Fritz Robinson: figlio.
- Ernest Robinson: figlio.
- Francis Robinson: figlia.
- Bertie Robinson: figlia.
- Jennie: figlia di un colonnello inglese.
- James: un inglese che vuole stabilirsi a "Nuova Svizzera".
- Suzan: moglie di James.
- Annah-Doll-Bob: figli di James e Suzan.
- Harry Gould: capitano della nave "Flag".
- John Blck: nostromo della "Flag".
- Robert Borupt: ufficiale di coperta della "Flag" e leader dei marinai rivoltosi.

## Edizioni
- Seconda patria 1 e 2, di Giulio Verne, Paolo Carrara, Milano 1900?
- Seconda patria, di Giulio Verne; illustrazioni di Giorgio Roux, xPaolo Carrara, Milano 1901
- Jules Verne, Seconda patria, disegni di George Roux incisi da Froment e Duplessis; copertina di Carlo Alberto Michelini; traduzione integrale dal francese di Vincenzo Brinzi, Mursia, Milano 1981
- 37: Seconda patria, Jules Verne; copertina Hatzel,  Al ventaglio e un elefante; tavole di George Roux, Mursia, Milano 1994, Fa parte di: I viaggi straordinari: opera premiata dall'Accademia di Francia;
- Jules Verne, Seconda patria, Hachette, Milano ©2003, stampa 2004
- Jules Verne, Seconda patria, illustrazioni di George Roux, RBA, Milano 2019, stampa 2020
- Jules Verne, Seconda Patria, Mondadori Media, Milano 2021